# Međunarodni filmski festival „Srpski Holywood”
Međunarodni filmski festival „Srpski Holywood” prvi put je održan 2011. godine, pod nazivom Revija nezavisnih OFF filmova Srbije. Od samog početka festival se održava u selu Mutanj na obroncima planine Rudnik, kod natpisa Srpski Holywood.
Idejni tvorac festivala je Miroslav Bata Petrović, filmski producent iz Beograda, čija se saradnja sa Ivanom Jakovljevićem u organizaciji okončala 2018. godine. Od 2019. godine u organizaciju se ulljučio Andrija Jovanović, tako da je saradnji sa njim organizovan osmi nacionalni i prvi medjunarodni filmski festival.
Od 2017. godine, opština Gornji Milanovac finansijski pomaže organizaciju filmskog festivala.

## Spoljašnje veze
- Zvanična internet prezentacija Архивирано на веб-сајту  (24. септембар 2019)(језик: енглески)
- „Sutra kreće novo izdanje filmskog festivala „Srpski Holivud“ na Rudniku”. Filmski centar Srbije. Приступљено 23. 12. 2019.